# Новотимофіївська сільська рада
Новотимофі́ївська сільська́ ра́да — орган місцевого самоврядування у Снігурівському районі Миколаївської області. Адміністративний центр — село Новотимофіївка.

## Загальні відомості
- Населення ради: 787 осіб (станом на 2001 рік)

## Населені пункти
Сільській раді підпорядковані населені пункти:
- с. Новотимофіївка
- с. Лиманці

## Склад ради
Рада складається з 16 депутатів та голови.
- Голова ради: Рильська Наталія Петрівна

### Керівний склад попередніх скликань
| Прізвище, ім'я, по батькові | Основні відомості                                                                     | Дата обрання | Дата звільнення |
| --------------------------- | ------------------------------------------------------------------------------------- | ------------ | --------------- |
| Пилипчук Яків Васильович    | Сільський голова, 1949 року народження, безпартійний                                  | 26.03.2006   | 31.10.2010      |
| Рильська Наталія Петрівна   | Сільський голова, 1970 року народження, освіта незакінчена вища, член Партії регіонів | 31.10.2010   |                 |

Примітка: таблиця складена за даними сайту Верховної Ради України

### Депутати
За результатами місцевих виборів 2010 року депутатами ради стали:

#### За суб'єктами висування
| Суб'єкт висування           | Кількість обраних депутатів | %    |
| --------------------------- | --------------------------- | ---- |
| Партія регіонів             | 14                          | 87,5 |
| Комуністична партія України | 1                           | 6,3  |
| Самовисування               | 1                           | 6,3  |

#### За округами
| № округу                    | Прізвище, ім'я, по батькові       | Дата визнання обраним | Освіта             | Партійна приналежність            | Відомості про обраного депутата                                 |
| --------------------------- | --------------------------------- | --------------------- | ------------------ | --------------------------------- | --------------------------------------------------------------- |
| Комуністична партія України |                                   |                       |                    |                                   |                                                                 |
| 14                          | Коваленко Людмила Миколаївна      | 05.11.2010            | середня спеціальна | член Комуністичної партії України | пенсіонер                                                       |
| Партія регіонів             |                                   |                       |                    |                                   |                                                                 |
| 2                           | Лоцуняк Ольга Миколаївна          | 05.11.2010            | середня спеціальна | член Партії регіонів              | Новотимофіївська сільська рада, паспортист                      |
| 3                           | Мігна Григорій Григорович         | 05.11.2010            | середня спеціальна | член Партії регіонів              | приватний підприємець                                           |
| 4                           | Джуган Валентина Яківна           | 05.11.2010            | середня спеціальна | член Партії регіонів              | пенсіонер                                                       |
| 5                           | Шпак Тетяна Олександрівна         | 05.11.2010            | вища               | член Партії регіонів              | Новотимофіївська загальноосвітня школа І-ІІ ст., вчитель        |
| 6                           | Міщук Любов Володимирівна         | 05.11.2010            | середня спеціальна | член Партії регіонів              | Новотимофіївська бібліотека, бібліотекар                        |
| 7                           | Яцків Людмила Василівна           | 05.11.2010            | середня спеціальна | член Партії регіонів              | Новотимофіївська сільська рада, землевпорядник                  |
| 8                           | Войтишина Світлана Володимирівна  | 05.11.2010            | середня            | член Партії регіонів              | Фермерське господарство "Придніпровськ"ий-К, кухар              |
| 9                           | Коваленко Людмила Леонідівна      | 05.11.2010            | вища               | член Партії регіонів              | Фермерське господарство «Добробут», голова                      |
| 10                          | Лобусевич Валентина Володимирівна | 05.11.2010            | середня            | член Партії регіонів              | тимчасово не працює                                             |
| 11                          | Строгіна Світлана Павлівна        | 05.11.2010            | середня спеціальна | член Партії регіонів              | Фермерське господарство "Придніпровськ"ий-К, головний бухгалтер |
| 12                          | Гавриш Наталія Миколаївна         | 05.11.2010            | середня            | член Партії регіонів              | тимчасово не працює                                             |
| 13                          | Бабенко Ігор Анатолійович         | 05.11.2010            | середня            | член Партії регіонів              | С. Даріївка Херсонської області, охоронець                      |
| 15                          | Сидорович Лоліта Анатоліївна      | 05.11.2010            | вища               | член Партії регіонів              | приватний підприємець                                           |
| 16                          | Присяжнюк Сергій Михайлович       | 05.11.2010            | середня            | член Партії регіонів              | Кіровська загальноосвітня школа, водій                          |
| Самовисування               |                                   |                       |                    |                                   |                                                                 |
| 1                           | Казарян Айказун Варшамович        | 05.11.2010            | середня спеціальна | позапартійний                     | приватний підприємець                                           |